# غريت لوملي
غريت لوملي (الانجليزية: Great Lumley) هي قرية في مقاطعة دورهام الشمالية الغربية بإنجلترا، تقع بالقرب من قلعة لوملي، يبلغ عدد سكانها 3843 نسمة، تقلص إلى 3684 في تعداد عام 2011.

## عائلة لوملي
كانت قرية غريت لوملي سابقًا جزءًا من ملكية عائلة لوملي، وتنحدر العائلة من ليغلاف، وهو نبيل أنجلوساكسوني فر من النورمانديين في جنوب إنجلترا ووجد مأوى في أراضي القديس كوثبرت. تزوج ايلديغيث (أو الغيثا)، حفيدة إيرل نورثمبريا، وكانت ألفجيفو، الابنة الصغرى للملك ثيلريد غير جاهزة للزواج، وهي إحدى زوجات أوتريد.
في عهد هنري الثالث، انتقل الورث إلى أحفاد ثلاث بنات، وفي عهد الملكة إليزابيث الأولى، قام توماس كنيفيت وموشغرافيس بتقسيم الأرض إلى مستأجريهم كممتلكات حرة.
كان اللواء جون لامبتون عضوًا في البرلمان عن مدينة دورهام من عام 1762 إلى عام 1787، وقام فيما بعد بشراء عقار لوملي.

## مستشفى لوملي
أسس جون داك مستشفى لوملي في 29 سبتمبر 1686 لاثني عشر شخصًا تبلغ أعمارهم 60 عامًا وأكثر.

## لوملي اليوم
تحتوي القرية الآن على منزل عام واحد، في إنجلترا القديمة، ونادي سنوكر وبار رياضي، السنوكسون، وكما توجد في القرية ثلاث كنائس، إلى جانب ثلاث محلات سوبر ماركت صغيرة والعديد من المتاجر الصغيرة المستقلة، وايضاً يوجد «مقهى المجتمع» المفتوح للشاي والقهوة بالإضافة إلى الوجبات الخفيفة والعروض اليومية.